# أرينجة طويلة الساق
أرينجة طويلة الساق (الاسم العلمي:Arenga longipes) هي نوع من النباتات تتبع جنس الأرينجة من الفصيلة الفوفلية.